# Carex missouriensis
Espèce
Classification phylogénétique
Carex missouriensis est une espèce des plantes du genre Carex et de la famille des Cyperaceae.